# Рача (Братислава)
Рача (словац. Rača) — міська частина, громада округу Братислава III, Братиславський край. Кадастрова площа громади — 23.66 км².
Населення 24419 осіб (станом на 31 грудня 2020 року).

## Історія
Рача згадується 1296 року.